# Pics de tensió

Pics de tensió

En enginyeria elèctrica, els pics són transitoris elèctrics ràpids i de curta durada en tensió (pics de tensió), corrent (pics de corrent) o energia transferida (pics d'energia) en un circuit elèctric.
Els transitoris elèctrics ràpids i de curta durada (sobretensions) en el potencial elèctric d'un circuit solen ser causats per
- Els llamps caen
- Talls elèctrics
- Disjuntors disparats
- Curtcircuits
- Transicions de potència en altres equips grans a la mateixa línia elèctrica
- Mal funcionament causat per la companyia elèctrica

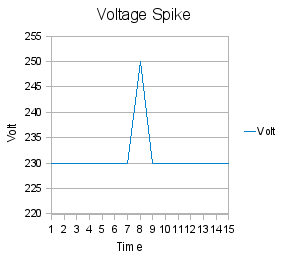
pic de tensió

- pic de tensióPolsos electromagnètics (EMP) amb energia electromagnètica distribuïda normalment fins a 100 kHz i 1 Interval de freqüència en MHz.
- Pics inductius

En el disseny de la infraestructura crítica i el maquinari militar, una preocupació és els polsos produïts per explosions nuclears, els polsos electromagnètics nuclears dels quals distribueixen grans energies en freqüències d'1 kHz en el rang de gigahertz a través de l'atmosfera.
L'efecte d'un pic de tensió és produir un augment corresponent de corrent (pic de corrent). No obstant això, alguns pics de tensió poden ser creats per fonts de corrent. La tensió augmentaria segons sigui necessari de manera que flueixi un corrent constant. El corrent d'un inductor de descàrrega n'és un exemple.
Per a l'electrònica sensible, pot fluir un corrent excessiu si aquest pic de tensió supera la tensió de ruptura d'un material o si provoca una ruptura d'allau. A les unions de semiconductors, un corrent elèctric excessiu pot destruir o debilitar greument aquest dispositiu. Un díode d'allau, un díode de supressió de tensió transitòria, un varistor, una palanca de sobretensió o una sèrie d'altres dispositius de protecció contra sobretensió poden desviar (shunt) aquest corrent transitori minimitzant així la tensió.

Dues maneres diferents de representar un díode de supressió de tensió transitòria. La forma amb la recta està formada per 2 díodes regulars. La forma amb les línies doblegades està formada per 2 díodes Zener.

Els pics de tensió, també coneguts com a sobretensió, es poden crear per una ràpida acumulació o decadència d'un camp magnètic, que pot induir energia al circuit associat. Tanmateix, els pics de tensió també poden tenir causes més quotidianes, com ara una fallada en un transformador o cables d'alimentació de major tensió (circuit primari) que cauen sobre cables d'alimentació de menor tensió (circuit secundari) com a resultat d'un accident o danys per tempesta.
Els pics de tensió poden ser en mode longitudinal (comú) o en mode metàl·lic (normal o diferencial). Alguns danys a l'equip per sobretensions i pics es poden prevenir mitjançant l'ús d'equips de protecció contra sobretensions. Cada tipus d'espiga requereix l'ús selectiu d'equips de protecció. Per exemple, és possible que un protector instal·lat ni tan sols detecti un pic de tensió en mode comú per a transitoris en mode normal.
Els augments o disminucions de la potència que duren diversos cicles s'anomenen swells o sags, respectivament. Un augment ininterromput de tensió que dura més d'un minut s'anomena sobretensió. Aquests solen ser causats per un mal funcionament del sistema de distribució d'energia elèctrica.